# Воджа
Во́джа (індонез. Woja) — один з 8 районів округу Домпу провінції Західна Південно-Східна Нуса у складі Індонезії. Розташований у центральній частині. Адміністративний центр — селище Сімпасаї.
Населення — 52815 осіб (2012; 51704 в 2010).

## Адміністративний поділ
До складу району входять 2 селища та 11 сіл:
| Населений пункт          | Населення, осіб (2010) |
| ------------------------ | ---------------------- |
| Бакаджая, село           | 4642                   |
| Бара, село               | 3320                   |
| Вавондуру, село          | 3504                   |
| Кандаї-Дуа, селище       | 7340                   |
| Мадапрама, село          | 2813                   |
| Матуа, село              | 3962                   |
| Монтабару, село          | 5540                   |
| Мумбу, село              | 2121                   |
| Нова, село               | 3438                   |
| Персіапан-Рабарака, село | 1203                   |
| Ріво, село               | 1718                   |
| Санео, село              | 4413                   |
| Сімпасаї, селище         | 7690                   |